# Sepulcro de Geta

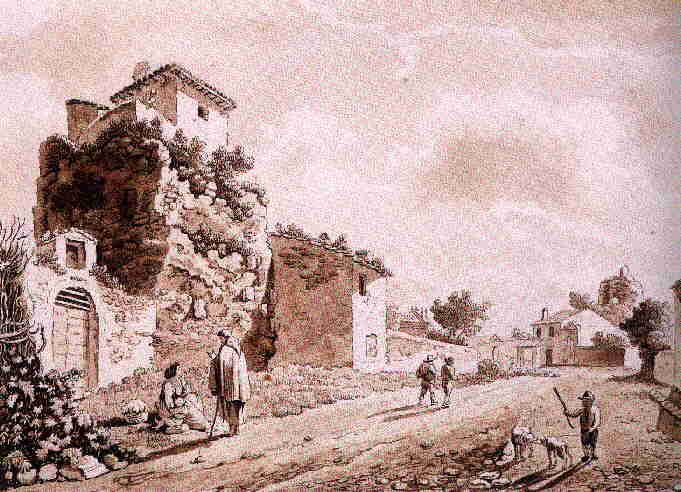
"A Tumba de Geta", por Carlo Labruzzi (1748-1817).

Sepulcro de Geta, citado também como Tumba de Geta, é um antigo monumento sepulcral romano localizado na Via Ápia Antiga, no quartiere Appio-Latino de Roma. Popularmente atribuído a Geta, filho do imperador romano Sétimo Severo e Júlia Domna e irmão de Caracala, a estrutura se apresenta atualmente apenas como uma estrutura interior em concreto completamente espoliada de seu revestimento original em blocos de mármore. O local é atualmente propriedade privada.

## Descrição
Passado o viaduto ferroviário, pouco antes da igreja de Domine Quo Vadis, na Via Ápia Antiga na altura do cruzamento do rio Almone, se ergue um monumento funerário da época romana com base quadrangular e que, provavelmente, tinha mais níveis para o alto, todos com bases decrescentes. Atualmente é visível apenas a parte inferior de concreto do núcleo da estrutura encimada por uma pequena estrutura da Baixa Idade Média. Na superfície do que restou ainda estão visíveis os sinais dos ganchos que sustentavam as lajes de mármore que revestiam o monumento.
O túmulo, tradicionalmente atribuído a Geta, foi descrito pelo biógrafo Espaciano como uma estrutura semilar ao Septizônio, que ficava no sopé do Palatino.
Nem todos os estudiosos concordam em reconhecer esta estrutura como sendo o monumento descrito por Esparciano. Segundo  Thomas Ashby, ele teria sido sepultado no Mausoléu de Adriano juntamente com Sétimo Severo e Caracala.